# Savage (Musiker)

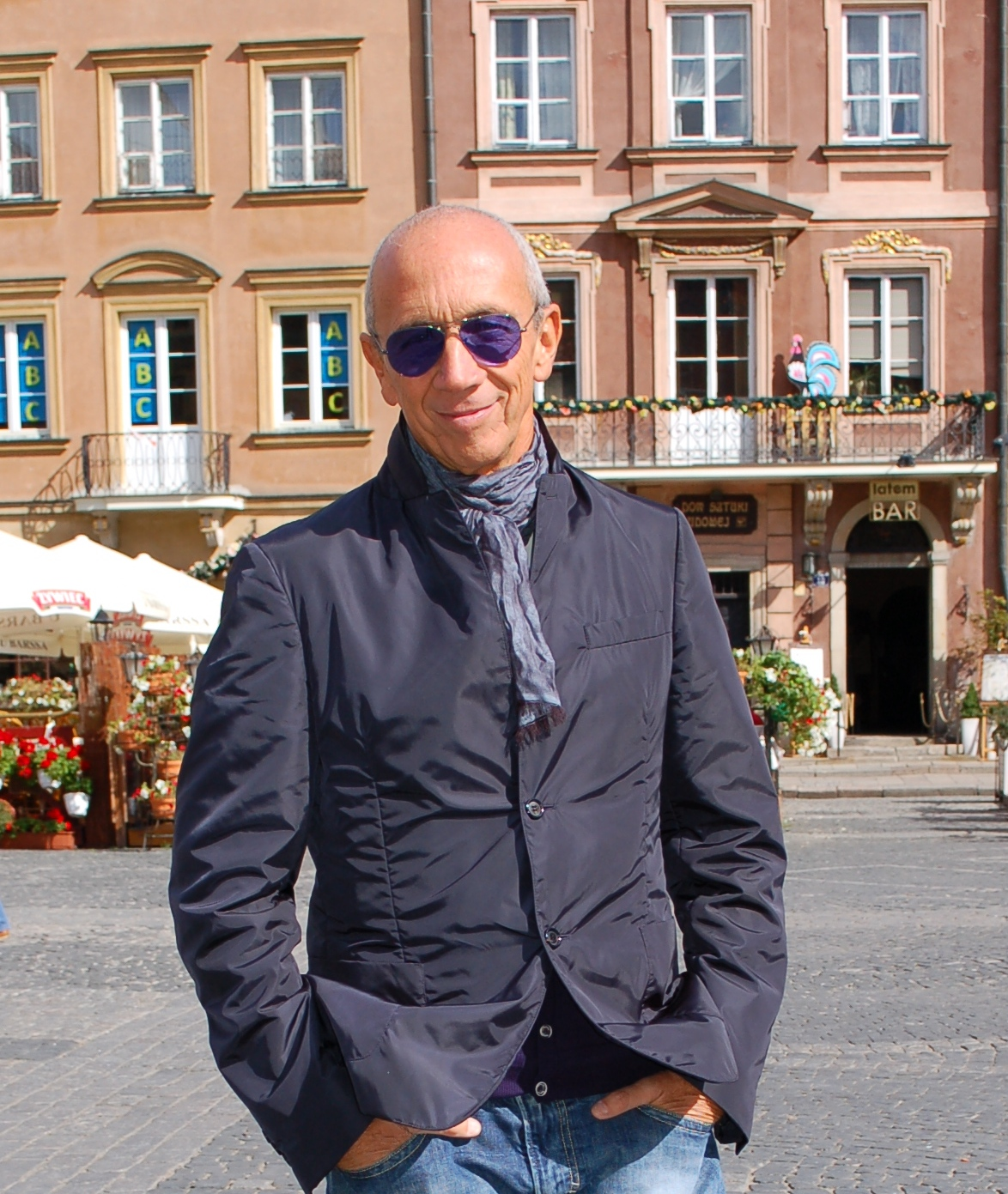
Savage auf dem Warschauer Altstadtmarkt anlässlich eines Konzertes im September 2012

Savage (* 28. November 1956 in Massa als Roberto Zanetti) ist ein italienischer Musiker und Produzent, der seinen künstlerischen Höhepunkt im Rahmen der Italo-Disco-Szene in den 1980er Jahren hatte. Der Künstlername ist eine Anspielung auf die Comicfigur Doc Savage.

## Leben
Zanetti spielte als Amateur in verschiedenen Bands Keyboard. Sein Einstieg als Berufsmusiker erfolgte bei der Band „Santarosa“, deren Erfolgssingle „Souvenir“ in Italien 200.000 Mal verkauft wurde. 1983 nahm er den Bühnennamen „Savage“ an und begann seine Karriere als Solointerpret. Der erste Titel von Savage, Don't Cry Tonight, erschien.
Für seine Arbeit als Produzent wählte Zanetti den Namen Robyx. Unter diesem Label entstanden – vor allem seit Beginn der 1990er Jahre – zahlreiche erfolgreiche Chart-Produktionen für Zucchero, Corona, Alexia, Double You, Ice MC und andere Künstler.
In den 2000er Jahren trat Savage wieder auf, darunter bei Großereignissen wie der Diskoteka-80 im Jahr 2006 in Moskau.

## Diskografie

### Singles (Auswahl)
- Don't Cry Tonight (1983)
- Only You (1984)
- Radio/A Love Again (1984)
- Radio/Reggae Radio (1984)
- Love Is Death (1986)
- Celebrate (1986)
- I'm Loosing You (1988)
- Don't Cry Tonight (Rap '89) (1989)
- Good-Bye (1989)
- Twothousandnine (2009) - DWA (Dance World Attack)
- I Love You (2020) - DWA (Dance World Attack)
- Italodisco (2020) - DWA (Dance World Attack)
- Where Is The Freedom (2020) - DWA (Dance World Attack)

### Alben
- Tonight (1984)
- Don't Cry – Greatest Hits (1994)
- Ten Years Ago Album (2010) - Klub80 Records
- Love and Rain (2020)